# Harry Potter (serie cinematográfica)
La serie cinematográfica de Harry Potter comprende ocho películas basadas en Harry Potter, una serie de siete novelas juveniles escritas por la autora británica J. K. Rowling y protagonizadas por el mago ficticio del mismo nombre. Se trata de películas de cine fantástico, todas basadas en las novelas de la saga y todas estrenadas en el decenio comprendido entre 2001 y 2011. Se realizó una película por cada libro de la saga a excepción del último libro, cuya adaptación cinematográfica ocupó dos películas distintas. 
Los largometrajes fueron producidos por el estudio estadounidense Warner Bros., que se asoció con la productora de David Heyman con el fin de trasponer las novelas a la pantalla grande. La primera película de la franquicia, Harry Potter y la piedra filosofal, fue estrenada mundialmente a finales del año 2001 y desde entonces se estrenó una nueva entrega con una frecuencia de un mínimo de ocho meses (entre Harry Potter y las reliquias de la Muerte: parte 1 y Harry Potter y las reliquias de la Muerte: parte 2) y un máximo de dos años (entre Harry Potter y la Orden del Fénix y Harry Potter y el misterio del príncipe).
Diez años después, el 1 de enero de 2022 se estrenó el documental Harry Potter 20th Anniversary: Regreso a Hogwarts en la plataforma de streaming HBO Max en el que los protagonistas y actores más emblemáticos se reencuentran por el 20º aniversario del estreno de la primera película de la saga (Harry Potter y la piedra filosofal), con entrevistas exclusivas e imágenes de archivo del detrás de cámaras.

## Orígenes
Durante el año de 1997, David Heyman, quien para ese entonces era conocido previamente por producciones como Juice y Ravenous, se encontraba en Hollywood buscando un libro infantil que pudiera adaptarse a una versión cinematográfica. Su primera opción fue The Ogre Downstairs, por Diana Wynne Jones, que terminaría rechazando pues su equipo de producción, Heyday Films, había hallado un libro británico popular bestseller recién publicado, Harry Potter y la piedra filosofal, de J. K. Rowling. Su secretaria leyó el libro y finalmente la idea terminó gustándole tanto a ella como a Heyman, quien se mostró entusiasmado al respecto, «Es una gran idea». Cabe destacar que la primera impresión del libro por parte de Heyman resultó desfavorable por su «asqueroso título», pero terminó «enamorándose» de la novela.
David Heyman entabló amistad con la autora de la serie y después del lanzamiento en Reino Unido de la segunda novela, Harry Potter y la cámara secreta, en 1998, sugirió a Warner Bros. considerar formar parte del proyecto. En un principio, Rowling rehusó la oferta que le presentaban pues declaró que la gente de Warner Bros. no era la única que deseaba adaptar los libros a una serie fílmica, por lo que dijo «no» a todos. La distribuidora logró convencer a Rowling con la condición de no darles control sobre la historia y garantizar que las secuelas que produjeran no fueran independientes cuando la serie literaria finalizara, sino que estuvieran únicamente basadas en las novelas que ella escribiese, puesto que prácticamente querían comprar los derechos de los personajes.
Así, la compañía Heyday Films adquirió los derechos de las novelas de J. K. Rowling con la idea de realizar «pequeños filmes británicos». Un año después de haber presentado su nuevo proyecto a los estudios Warner Bros., Rowling le vendió los derechos de las primeras cuatro novelas de Harry Potter a la empresa por la cantidad de 1 millón GBP (1 982 900 USD) con la adicional y estricta condición de que el reparto estuviera integrado esencialmente por actores británicos. Actualmente su fortuna asciende aproximadamente a mil millones de dólares.

## Estrenos
| Película | Película                                           | Fecha de estreno        |
| -------- | -------------------------------------------------- | ----------------------- |
|          | Harry Potter y la piedra filosofal                 | 16 de noviembre de 2001 |
|          | Harry Potter y la cámara secreta                   | 15 de noviembre de 2002 |
|          | Harry Potter y el prisionero de Azkaban            | 4 de junio de 2004      |
|          | Harry Potter y el cáliz de fuego                   | 18 de noviembre de 2005 |
|          | Harry Potter y la Orden del Fénix                  | 12 de julio de 2007     |
|          | Harry Potter y el misterio del príncipe            | 15 de julio de 2009     |
|          | Harry Potter y las reliquias de la Muerte: parte 1 | 19 de noviembre de 2010 |
|          | Harry Potter y las reliquias de la Muerte: parte 2 | 15 de julio de 2011     |

## Reparto

### Selección del trío protagonista
De acuerdo a las exigencias de la escritora J. K. Rowling, los protagonistas –y la mayor parte del resto de los personajes– debían ser interpretados por actores de la misma nacionalidad que sus contrapartidas ficticias. De este modo, las audiciones para el trío de protagonistas se abocaron a la búsqueda de tres chicos de nacionalidad inglesa. En el caso de los actores adultos también se respetó dicha exigencia salvo en contadas excepciones. Susie Figgis y el director Chris Columbus se encargaron del casting de los papeles.
Jamie Lee Curtis había animado a Daniel Radcliffe, quien trabajó en su película El sastre de Panamá, a presentarse en las audiciones de la película de Harry Potter y la piedra filosofal tras haberse enterado de que el filme se encontraba en etapa de preproducción. Los padres de Radcliffe se negaron pues supusieron que en caso de que el niño fracasara sería una situación dura y frustante. No obstante, durante la presentación de la obra de teatro Stones in his Pockets, en Londres, David Heyman y Steve Kloves (guionista de las cintas) convencieron a los padres de Radcliffe para que se presentara a las audiciones, prometiéndoles que evitarían que la prensa se entrometiera en la vida personal de su hijo. Una vez que Chris Columbus, observó un video de él en David Copperfield, comentó «Esto es lo que quiero. Este es Harry Potter». Después de varias audiciones por las que hicieron prueba cerca de cuarenta mil aspirantes, Radcliffe fue seleccionado en agosto del año 2000 para interpretar al personaje de Harry Potter. Rowling también apoyó la decisión del cineasta al haber escogido al actor: «Luego de ver la prueba de cámara de Dan Radcliffe no puedo pensar que hubiesen encontrado un mejor Harry».
Tras haber visto una convocatoria en el programa infantil británico Newsround para próximas audiciones, Rupert Grint deseaba caracterizar al personaje de Ron Weasley debido a que era pelirrojo (una de las características del personaje) y era un seguidor de los libros, por lo que envió un video de sí mismo rapeando y manifestando sus razones por las que quería el rol. Finalmente su intento resultó exitoso y el equipo de casting solicitó una reunión con él. Por su parte, Emma Watson fue encontrada por los encargados del casting a través de su profesora de teatro en Oxford; el equipo de producción quedó impresionado por la confianza en sí misma que la joven tenía al interpretar a Hermione Granger. Después de ocho audiciones, se les comunicó que habían sido los niños electos. Rowling, de la misma manera como lo hizo con Radcliffe, había mostrado su apoyo hacia Watson desde que vio su primera prueba.
Los protagonistas de la saga fueron seleccionados el 8 de agosto de 2000 y pese a las constantes dudas en torno a su continuidad –dado que el ritmo de producción no coincidía con el crecimiento de los actores– confirmaron su participación en todas las adaptaciones cinematográficas.

### Actores de reparto
J. K. Rowling se involucró en varios aspectos de las películas. Incluso, para el primer filme ella misma sugirió algunos de los actores adultos para la producción. Ejemplo de ellos fue Robbie Coltrane, quien interpretó a Rubeus Hagrid, y Maggie Smith, intérprete de la profesora Minerva McGonagall. Coltrane recibió una llamada de Rowling en la que le comentaba «tú debes de interpretar a Hagrid, no tenemos duda de que esto sea cierto». El reparto también incluyó a reconocidos actores de teatro, cine y televisión británicos, como Richard Harris (por petición de su nieta), Alan Rickman, Richard Griffiths, Fiona Shaw, John Hurt, Warwick Davis, John Cleese y Julie Walters. Entre el reparto infantil secundario después del trío protagonista se encontraron Tom Felton –pese a haber realizado audiciones fallidas para otros papeles– y Matthew Lewis, ambos seguidores de la serie antes de realizar la primera prueba de casting.
Para la segunda entrega, cinco actores de los cinco personajes más importantes que se integraban en su novela homónima lo hicieron igualmente para la película. Los mencionados fueron Toby Jones como actor de voz, Mark Williams, Kenneth Branagh (a pesar de las especulaciones de que Hugh Grant tomaría su papel), Jason Isaacs, y Christian Coulson. Así como lo hicieron en la segunda película, en la tercera muchos de ellos, incluyendo a los de la primera cinta, participaron también. Sin embargo, a causa del fallecimiento de Richard Harris (Albus Dumbledore), Alfonso Cuarón (director de dicho film) convocó al actor Michael Gambon para asegurar su papel, después de que Ian McKellen lo rechazase dada su similar interpretación en la trilogía cinematográfica de El Señor de los Anillos. Gary Oldman, David Thewlis, Timothy Spall y Emma Thompson fueron los principales incorporados para interpretar los nuevos papeles que exigía el guion de la cinta.
La cuarta película requirió más intérpretes jóvenes que sus predecesoras, además de la contratación de actores extranjeros. De esta manera, Robert Pattinson, Clémence Poésy, Stanislav Ianevski y Katie Leung se sumaron al proyecto como parte de la sección juvenil. Además, Brendan Gleeson y David Tennant representaron a dos de los personajes más destacados de la obra fílmica. Rumores apuntaban que Rowan Atkinson o John Malkovich portarían el rol nuevo más importante de la película, lord Voldemort, los cuales posteriormente serían totalmente negados por Warner Bros.. A mediados del año 2004 se confirmó que Ralph Fiennes personificaría al villano.
Entre los actores que más sobresalen en la quinta entrega se encuentran Helena Bonham Carter, Imelda Staunton y Evanna Lynch representando, asimismo, a los personajes que en la novela eran cruciales, además de incluir a Jim Broadbent y Helen McCrory en la sexta –esta última había sido elegida para caracterizar a Bellatrix Lestrange antes de abandonarlo a causa de su embarazo–. En las dos partes del final de la saga, Las reliquias de la Muerte, Bill Nighy, Rhys Ifans y Ciarán Hinds completaron el elenco secundario principal.
La confluencia de actores prestigiosos y su continuidad a lo largo de las películas ha sido resaltada en repetidas ocasiones por la crítica especializada.

## Producción

### Dirección
A pesar de que inicialmente Steven Spielberg fue el primer director considerado para dirigir La piedra filosofal, este rechazó la oferta. Una de las principales sugerencias de Spielberg fue la de adaptar el libro en forma de una película animada con la voz de Haley Joel Osment como Harry Potter. Asimismo, pensó que sería viable incorporar elementos de las siguientes novelas en dicha adaptación. Otra cuestión que le hizo desestimar la oferta fue que «había demasiada expectativa en las ganancias; ese interés económico puede ser fácilmente comparado con dispararle a patos en un barril. Se trata de un obstáculo, similar a tener mil millones de dólares y ponerlos en tu cuenta bancaria personal. No hay alternativa en eso». En su página web oficial, Rowling mencionó que ella no intervenía en la elección de los directores para cada película diciendo textualmente, «Cualquiera que piense que yo lo he (o habría) vetado [refiriéndose a Spielberg] necesita reparar su pluma a vuelapluma». Heyman afirmó que Spielberg decidió dirigir cualquier proyecto entre una lista conformada por Inteligencia Artificial, Minority Report, Memorias de una geisha y Harry Potter, «el que fuera primero» concluye Heyman. De esta manera, Spielberg se decidió por la primera.
Poco después, los productores comenzaron a contactar a otros directores. Entre ellos se encontraban Chris Columbus, Terry Gilliam, Jonathan Demme, Mike Newell, Alan Parker, Wolfgang Petersen, Rob Reiner, Ivan Reitman, Tim Robbins, Brad Silberling, M. Night Shyamalan y Peter Weir. De los anteriores, Petersen y Reiner fueron descartados en marzo de 2000, por lo que la decisión final fue entre Silberling, Columbus, Parker y Gilliam. La primera elección de Rowling era Terry Gilliam, pero Warner Bros. decidió que Columbus era el más experimentado basándose en sus trabajos previos tales como Home Alone y Mrs. Doubtfire.

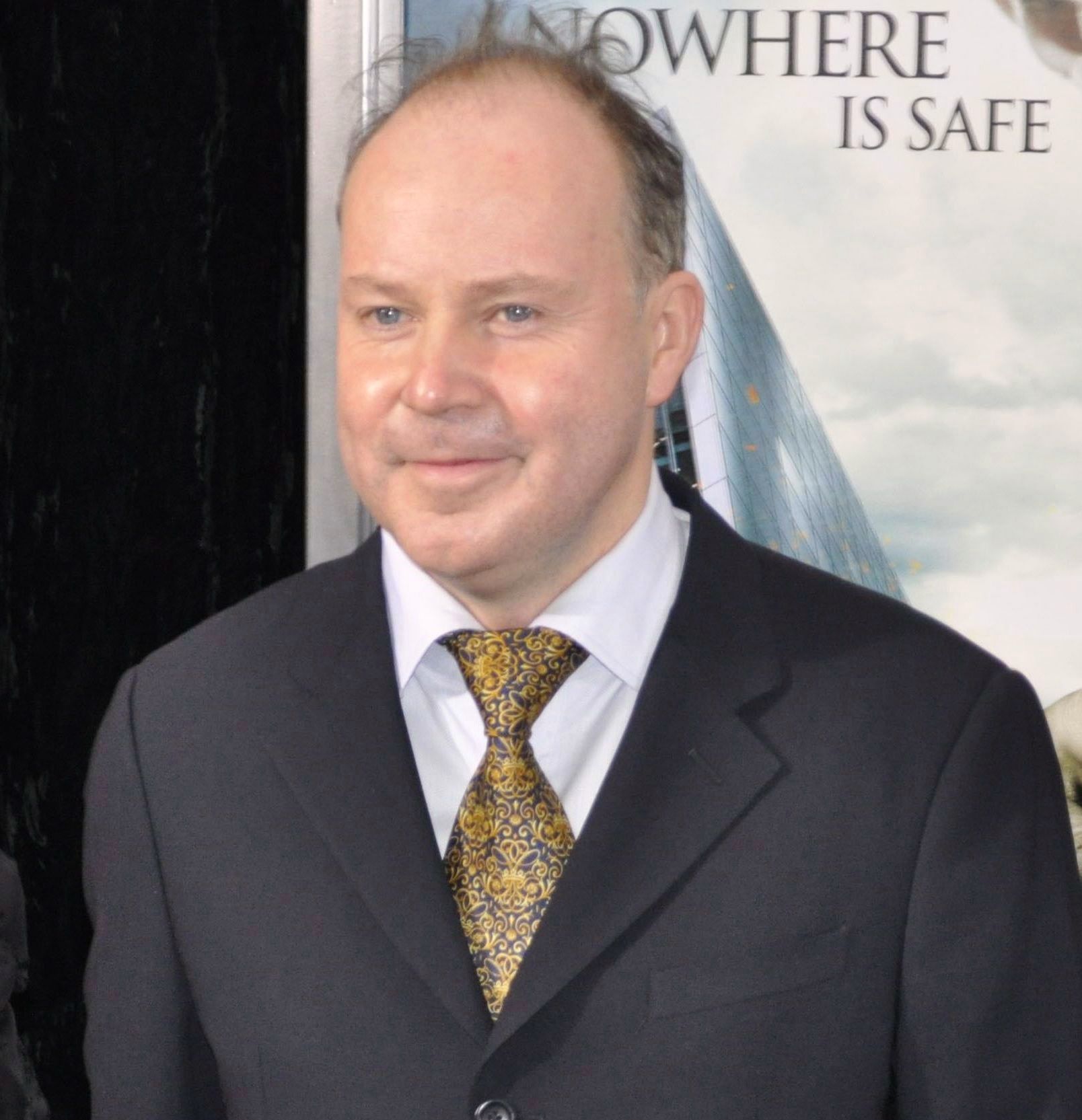
David Yates, director de las últimas cuatro producciones.

Después de que Chris Columbus finalizara su trabajo en La piedra filosofal, fue contratado para dirigir la segunda entrega, Harry Potter y la cámara secreta. Dicha producción comenzó tan solo una semana después del estreno del primer filme. Se estableció entonces que Columbus dirigiría todos los episodios de la serie cinematográfica; no obstante, sus deseos de dirigir la tercera película resultaron nulos puesto que había terminado «exhausto». Mientras sirvió como productor del tercer filme, el realizador mexicano Alfonso Cuarón ocupó el papel de director. En un principio, Cuarón se encontraba nervioso sobre el hecho de dirigir la película, debido a que no había leído ninguno de los libros o ni visto ninguna de las dos películas. Según sus declaraciones hubo una conexión inmediata que le permitió imaginar visualmente el relato desde el primer momento.
A causa de que la producción de Harry Potter y el cáliz de fuego debía comenzar incluso antes del estreno de El prisionero de Azkaban, Cuarón no podía regresar ya que ambas producciones se interpondrían entre sí. Respecto a la elección del director de la cuarta película, David Heyman expresó que «Necesitábamos a alguien que pudiera dirigir una película oscura y de suspense, capaz de dirigir secuencias de máxima acción y, al mismo tiempo, tener la intuición y la sensibilidad hacia los miedos que sufren los adolescentes». Así, en agosto de 2003 se anunció que Mike Newell sería el director de la cuarta película, siendo el único de todos de nacionalidad británica.
Tras filmar el cuarto episodio de la serie, Newell decidió no continuar en el puesto de director y comenzó la rumorología que en este caso incluyó también a directoras como Isabel Coixet (La vida secreta de las palabras) y a Mira Nair (Vanity Fair), así como rumores sobre Jean-Pierre Jeunet (Amélie). Finalmente, a principios de 2005 se confirmó que el director sería David Yates, un realizador de telefilmes y otros proyectos televisivos de Reino Unido. Pese a las especulaciones de que Terry Gilliam, Guillermo del Toro e inclusive Alfonso Cuarón dirigirían la sexta o séptima película, Yates prosiguió con su trabajo en ambas.

### Guion
En 1998, la productora Warner Bros. comenzó a buscar un guionista y al año siguiente contrató al estadounidense Steve Kloves (responsable de lo guiones de Wonder Boys y Los fabulosos Baker Boys). Rowling asesoró al guionista para la adaptación de La piedra filosofal teniendo en mente la función introductoria de ese primer episodio y que la trasposición debía conservar el tono inglés de la novela; consciente de las diferencias que implicaba una transposición cinematográfica con respecto a la literatura, la autora ayudó al guionista en la redacción de todos los guiones pero nunca los escribió ella. Al ser solicitado por Rowling de que debía de mantenerse fiel al texto, Kloves se percató de que los largometrajes debían ser británicos y que estos deberían de mantenerse fieles a los personajes, y por lo tanto la trama y el tono de cada película y su correspondiente libro estuvieron ciertamente igualados, aunque con algunos cambios y omisiones a causa de los fines de realizar un estilo cinematográfico y por tiempo y presupuesto.
Tanto La piedra filosofal como su secuela, La cámara secreta, resultaron ser adaptaciones bastante fieles al texto novelístico, lo que ocasionó algunas quejas de la crítica especializada. A partir de El prisionero de Azkaban –con los sucesivos cambios de director, y la creciente longitud de las novelas que quedaban por adaptar– Kloves comenzó a realizar guiones que condensaban las diferentes tramas de los libros respectivos sin apegarse tanto a sus lineamientos. El guionista estuvo a cargo de la redacción de los libretos para todas las películas excepto La Orden del Fénix, ya que decidió tomar un descanso tras adaptar El cáliz de fuego. Su reemplazante para el quinto episodio de la serie fue Michael Goldenberg (Contact, Peter Pan), quien había sido uno de los primeros candidatos que la productora había contemplado para redactar el guion del episodio original.
La adaptación de la novela El misterio del príncipe se enfocó principalmente en el desarrollo de los vínculos amorosos entre los personajes principales y la creciente amenaza que representan Voldemort y sus huestes. El primer aspecto fue un hecho que, según la crítica especializada, retiró el constado más oscuro de la película, pues se veía reducido por prestar mayor atención a las relaciones interpersonales y que decepcionó a diversos fanáticos de la serie. La decisión de dividir la última novela de Rowling en una película de dos parte provino de la propuesta rehusada de dividir El cáliz de fuego, al igual, en dos partes, en 2004. Dicha idea comenzó a surgir desde mediados de 2007; no obstante, terminó siendo una consideración seria después de que el productor David Heyman le comentó al respecto a Steve Kloves cuando la huelga de guionistas en Hollywood de 2007-2008 finalizó y Rowling aprobó el planteamiento. «Estaba ansioso de que Warner Bros. nos permitiera hacer dos películas de verdad en lugar de dos películas con el dinero de una sola», comentó Kloves, «Pero tuve una conversación con Alan Horn [el director de Warner Bros.] y me dijo: 'Mira, sé que tú y David [Heyman] están hablando sobre la posibilidad de hacer una o dos películas y solamente les quiero decir esto; eso es muy atractivo hacia la empresa, obviamente, para nosotros de tener dos películas pero si lo correcto es que sea una película, apoyaré esa decisión porque quiero hacer lo más conveniente en esto'». A pesar de ello, las dos partes de Las reliquias de la Muerte se filmaron consecutivamente, y se les trató como una sola película.

### Fotografía
Mientras las primeras etapas de producción de La piedra filosofal comenzaban a desarrollarse, el ganador del premio Óscar John Seale fue convocado para tomar el rol de director de fotografía: «sabíamos que él [John Seale] le daría a Harry Potter una vista fantástica», comentó el productor David Heyman. Desde un principio, el director Chris Columbus se enfocó en producir menos iluminación en los interiores de los escenarios y no colocar luz artificial en los decorados de Hogwarts. Para ello, Seale alumbró los sets con antorchas y velas, lo que causaba un tono oscuro en las imágenes, e hizo uso de cámaras Technicolor y Panavision con lentes anchas. A causa de la ausencia de John Seale por trabajar con otros dos filmes en 2002, Roger Pratt tomó su lugar para dirigir la fotografía en La cámara secreta. «Roger le dio a Harry Potter y la cámara secreta un toque mucho más sombrío, que refleja la evolución de los personajes y de la historia», afirmó Heyman.
Para la tercera película, aunque Alfonso Cuarón solía trabajar siempre al lado de Emmanuel Lubezki, para esta ocasión recurrió a Michael Seresin, un director de fotografía neozelandés. Seresin se encaminó para trabajar en el aspecto visual de la película recurriendo a una fotografía de corte naturalista, con una paleta cromática menos saturada que la de los fotógrafos anteriores, utilizando además lentes más anchas de lo usual. De igual manera, siendo su segunda afiliación al proyecto, Roger Pratt regresó para el cuarto largometraje, El cáliz de fuego. La cinta se rodó con tonos oscuros y nebulosos, aunado al hecho de que Pratt empleó lentes Cooke S4 Primes para dicho proceso de filmación. Para La Orden del Fénix, el polaco Slawomir Idziak sustituyó a Pratt, labor que el mismo manifestó ser «reflectante». Si bien algunas críticas tacharon a la paleta cromática notada en la película «sin inspiración», otras remarcaron la diferencia de los colores reflejados en el filme en comparación con los anteriores que resultaron más oscuros.
Dados los tonos bastante oscuros de El misterio del príncipe, Warner Bros. requirió que el director de la cinta, David Yates, y el nuevo director de fotografía, Bruno Delbonnel, añadieran más color al filme, ya que pensaban que la paleta era «muy café». Después de retocar alguna que otra escena, Delbonnel se percató de que él y el colorista de cine digital Peter Doyle habían sobreutilizado la calidad y el producto final había resultado ser un perfeccionamiento. La labor de Delbonnel ha sido la única de todas las de la saga en ese ámbito en ser nominada a la categoría de mejor fotografía en los premios Óscar. Después de Delbonnel, el portugués Eduardo Serra fue el seleccionado para dirigir la fotografía de las últimas dos entregas de Las reliquias de la Muerte.

### Diseño de producción

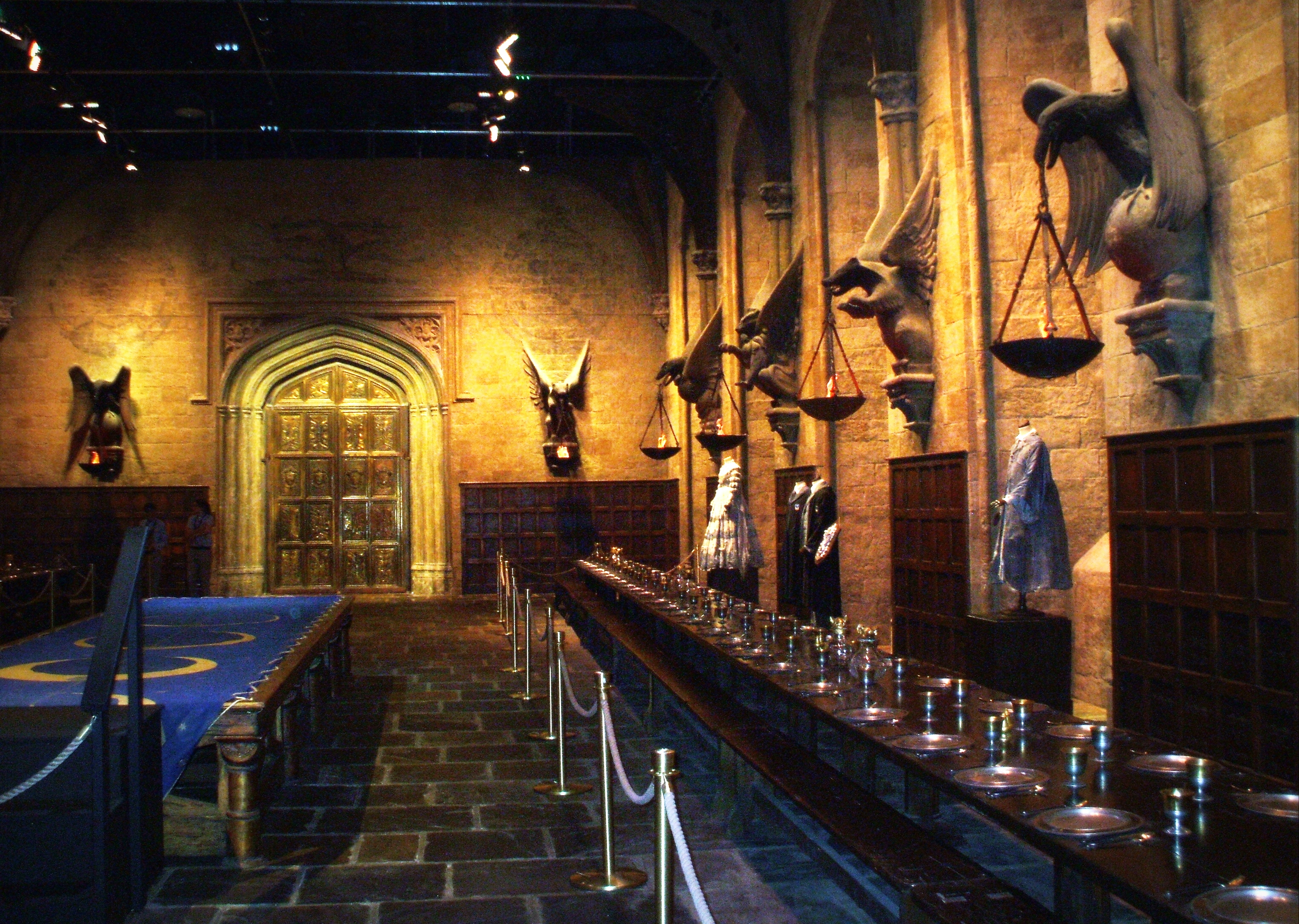
El Gran Comedor de Hogwarts

El diseño de producción de todos los largometrajes han estado a cargo de Stuart Craig. Ganador de tres premios Óscar por Gandhi, Dangerous Liaisons y El paciente inglés, Craig se abocó a desarrollar el aspecto visual de las películas materializando los escenarios y elementos del mundo imaginado por Rowling. Craig contó para dicha tarea con un croquis hecho por la propia autora en el cual se detallaba la distribución de las diferentes partes del Colegio Hogwarts y sus terrenos aledaños.
El colegio, uno de los escenarios más utilizados en las películas, es el resultado de una mezcla de edificios reales y sets construidos en los estudios Leavesden en Hertfordshire. El Gran Comedor, por ejemplo, está basado en varias catedrales británicas y los pasillos del colegio pertenecen, de hecho, a algunos castillos e iglesias góticas de Inglaterra. Algunas de las localizaciones que forman parte del castillo y sus terrenos son el Castillo de Alnwick, las catedrales de Gloucester y Durham y la Universidad de Oxford; además, se han utilizado escenarios naturales de Escocia como el lago Shiel en las Tierras Altas que el diseñador insistió en utilizar para la filmación El prisionero de Azkaban y el Millenium Bridge que fue destruido en la ficción por las fuerzas de Voldemort. A lo largo de la serie, Craig ha tenido que diseñar una gran variedad de decorados que incluyen el callejón Diagon –inspirado en la arquitectura de los períodos Tudor y gregoriano–, la Casa de los Gritos, el barrio muggle en el que viven los Durlsley, la caverna a la que entran Harry y Dumbledore al final de El misterio del príncipe y la sede del Ministerio de Magia visto en La Orden del Fénix. Este último fue el set más grande construido para la serie de películas y se basó en la estación de subterráneos de Londres.
El trabajo de Stuart Craig y sus colaboradores ha recibido distintas nominaciones que incluyen los premios Óscar y los premios BAFTA, consiguiendo este último con Harry Potter y el cáliz de fuego.

### Indumentaria y maquillaje
La diseñadora de vestuario Judianna Makovsky (The Legend of Bagger Vance) fue la responsable de crear los vestuarios de la primera cinta, los cuales influenciarían y repetirían en las siguientes películas. Para la primera película, Makovsky consultó a J. K. Rowling en dos ocasiones para que le ayudase a escoger la ropa y el color que los personajes portarían. Decidió realizar una combinación de las túnicas negras de los estudiantes que se describían en la novela con el estilo de los uniformes escolares del Reino Unido que pudieron haber aparecido a mitades del siglo XX. Dichos trajes están basados en pinturas del Renacimiento. Al principio, quería utilizar las mismas togas que aparecen ilustradas en la portada de la novela homónima para las escenas de Quidditch, aunque luego las descartaría al considerarlas un «gran problema». Así, decidió vestir a los actores con «suéteres de bachillerato, pantalones de esgrima del siglo XIX y protecciones para los brazos». En cambio, para los vestuarios de los profesores se aplicaron telas de terciopelo para crear un traje de mago único para cada quien. En la segunda película, Lindy Hemming fue convocada para coordinar el diseño de la indumentaria, con la ayuda de Michael O'Connor, cuyo trabajo se centró en esquematizar trajes de los nuevos personajes que se introdujeron en la cinta, más que en trabajar en los personajes que habían establecido, ya su guardarropa desde la película anterior.
Si bien los vestuarios de las primeras dos películas eran prácticamente los mismos, la diseñadora de vestuario Janny Temime fue la encargada de renovar el guardarropa de la serie cinematográfica pues argumentó junto con el director Alfonso Cuarón que era necesario dar un giro estilístico a la indumentaria para la tercera entrega. Esto último se tradujo en la fomentación del director de la adopción de un estilo más informal para el vestuario juvenil en su afán por conferir a la película un mayor naturalismo. Temime continuaría su trabajo en todas las producciones posteriores. Cabe mencionarse que en la séptima, el vestido de bodas de Fleur Delacour causó polémica al ser acusado de copia de un vestido de otro diseñador de ropa. El departamento de vestuario trabajó con un total de 600 a 650 atuendos por cada película, y otros objetos de vestuario suman un total de 25 000.
La cicatriz del personaje protagonista, Harry Potter, la cual lo caracteriza en varias ocasiones, fue empleada durante toda la serie aproximadamente 5 800 veces, 2 000 de las cuales fueron aplicadas en la frente de Daniel Radcliffe y las restantes en las de los dobles, y Radcliffe probó alrededor de 160 pares de lentes durante todas las producciones. La barba que utilizaba Michael Gambon, una característica de su personificación, Dumbledore, estaba compuesta por seis piezas diferentes y los encargados del departamento de maquillaje colocaban diez cabellos a la vez «para confirmar su autenticidad». Algunos actores, tales como Gary Oldman, Imelda Staunton y Evanna Lynch colaboraron y sugirieron elementos que utilizar. Gary Oldman, por ejemplo, sugirió su peinado y elementos como tatuajes; Staunton participó activamente en su maquillaje y vestuario que portaría, y Evanna Lynch fue muy precisa en ciertos detalles puesto que era gran seguidora de la serie incluso antes de que hiciera prueba de casting para Luna Lovegood. Ralph Fiennes tuvo que afeitarse la cabeza, brazos y pecho para promover la facilidad de su maquillaje y caracterizar de manera efectiva a lord Voldemort.

### Efectos visuales
Hubo una gran cantidad de empresas dedicadas a producir efectos visuales que trabajaron para la franquicia. Entre ellas se incluyen esencialmente Industrial Light & Magic, Rising Sun Pictures, Double Negative, Cinesite y Framestore.
Chris Columbus había decidido utilizar animatronics, es decir, formas robóticas y electrónicas utilizadas en marionetas para hacerlas parecer como si tuvieran vida propia, y gráficos animados por computadora para crear a las criaturas mágicas que aparecerían en las dos primeras películas. Nick Dudman recibió la tarea de producir las prótesis que fueran necesarias para dichas criaturas, mientras que la empresa Creature Shop de Jim Henson fue la encargada de los efectos vinculadas a las mismas.
Diversas creaciones digitales importantes y destacables de mencionar representaron un reto para cada uno de los especialistas que supervisaron sus diseños; para concebir a la araña gigante Aragog, cada una de sus patas requirió ser manipulada por un miembro diferente del equipo, y todo el artilugio fue activado con una combinación de martillos neumáticos y una serie de computadoras con monitores de vídeo; otro caso se presentó con el hipogrifo Buckbeak, cuyas escenas en las que surgía debieron ser planificadas celosamente en guiones gráficos ya que el costo de producción era muy alto; las expresiones y movimientos del gigante Grawp se realizaron sobre la base de capturas del actor Tony Maudsley, una técnica similar a la utilizada para animar a Gollum en la serie de El señor de los anillos; la escena del ataque de los Inferi en la sexta entrega resultó ser más complicada de lo que el equipo de efectos especiales calculó, razón por la que tomó varios meses en lograr el diseño de individuos muertos que no se asemejaran a zombis, con tal de cumplir las intenciones del director David Yates; las cuestiones técnicas del dragón en El cáliz de fuego se constituyen de una criatura de 12 metros de altura equipada con un lanzallamas operativo, mismo que influyó en el dragón manifestado en Las reliquias de la Muerte: parte 2, el cual fue el último diseño generado en su totalidad por ordenador en la serie.
Pese a que Industrial Light & Magic participó en el desarrollo de todas los filmes involucrándose en numerosos procesos, otras compañías contribuyeron significtivamente; ejemplo de ello están Framestore, que se dedicó a crear varias criaturas por computadora y otras secuencias animadas, Cinesite contribuyó en producir algunos efectos digitales mínimos, Double Negative (VFX) se encargó de las batallas en la Sala de las Profecías en la quinta película y la batalla de Hogwarts en la última producción, siendo supervisado por Tim Burke, quien además sirvió de director de efectos visuales en la mayoría de los filmes, Rising Sun Pictures modificó los movimientos de muchos de los personajes, así como la creación y alteración de los dementores. Según Tim Burke y las demás empresas, su trabajo, que les valió dos nominaciones a los premios Óscar por El prisionero de Azkaban y por Las reliquias de la Muerte: parte 1, resultó más difícil en las ocasiones en que se intercambiaba de director, pues estos tenían diferentes visiones de ciertos aspectos que las que los anteriores retenían. David Yates, por ejemplo, cambió el diseño de los dementores y los hechizos patronus que Alfonso Cuarón había imaginado.

### Música
Cuatro compositores se encargaron del aspecto musical de la franquicia. El primero de ellos fue el estadounidense John Williams, conocido principalmente por componer la banda sonora de películas como Star Wars, Supermán, La lista de Schindler, Jurassic Park e Indiana Jones. Williams retomó la sonoridad y algunas ideas de la música que había compuesto para las cintas Las brujas de Eastwick de 1987 y Hook de 1991. Así, Harry Potter y la piedra filosofal contó con un tema para Harry –una fanfarria de metales muy utilizada a lo largo de la banda sonora– y otro tema central –el tema de Hedwig– en el cual se han señalado influencias de Chaikovski y Danny Elfman; el mismo posee características de las canciones de cuna y valses y cuenta con dos partes. Este último tema se convirtió en la melodía representativa de la saga y su uso se repitió en todas las bandas sonoras posteriores, fueran estas o no de John Williams; por lo general, las reutilizaciones del tema por parte de los compositores restantes han sido incompletas, utilizando solamente el lado A del tema.

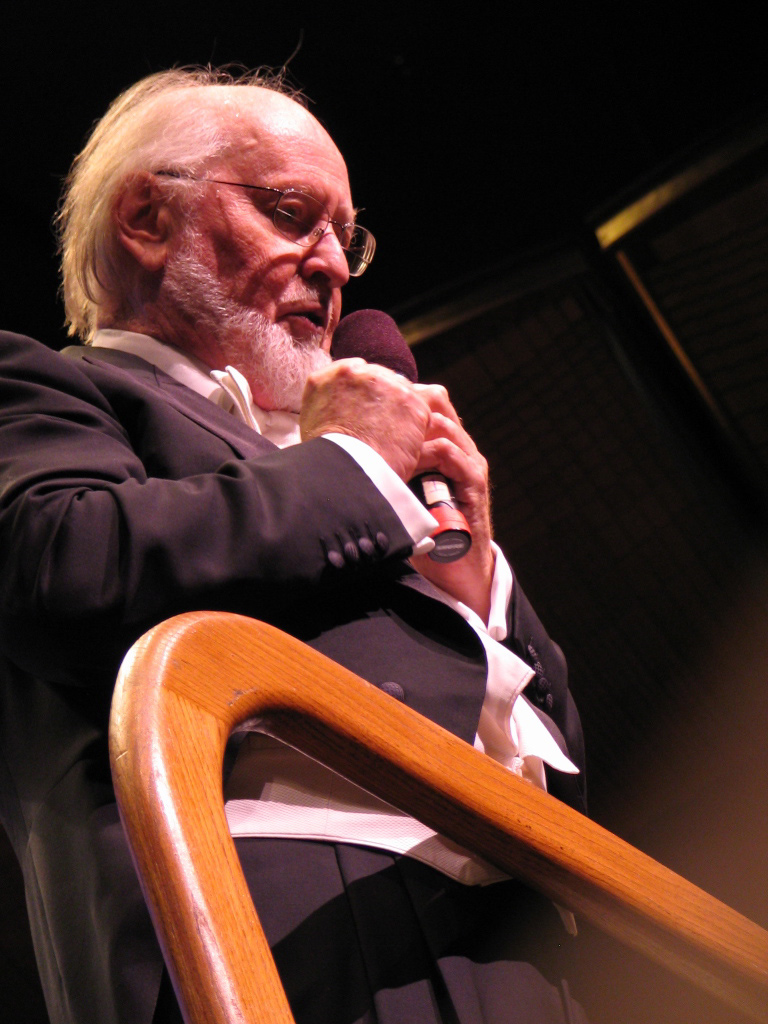
John Williams compuso la música de las primeras tres películas.

La cámara secreta continuó con la sonoridad y los colores de orquesta del primer trabajo, pero debido a problemas de agenda, Williams tuvo que solicitar la ayuda del compositor William Ross para completar la música de la cinta. Posteriormente, en El prisionero de Azkaban, Williams dio un giro a la música de la saga optando por aires renacentistas en sus nuevos leitmotivs, los que se escucha en el villancico «Double Trouble» y en «A Window to the Past», así como a sonidos más contemporáneos como los del jazz.
Tras el alejamiento del compositor estadounidense, el escocés Patrick Doyle fue convocado por el director Mike Newell para componer la música de Harry Potter y el cáliz de fuego. Doyle solamente retomó el tema central de Williams y compuso nuevas melodías para Harry, Voldemort y la escuela Hogwarts junto con un amplio conjunto de gigas, valses, marchas, himnos y temas de acción; algunos de sus nuevos temas muestran influencias de los compositores Richard Wagner y Claude Debussy. La decisión de prescindir de la mayoría de las ideas temáticas de Williams produjo algunas críticas adversas contra el trabajo de Doyle, mientras que otros opinaron que su score estaba entre lo mejor que se había compuesto para la serie de películas gracias a su espectacularidad orquestal.
Algo similar ocurrió con el inglés Nicholas Hooper, quien solamente reutilizó el tema Hedwig y la fanfarria para quidditch de El prisionero de Azkaban. Aunque Hooper –compositor de larga trayectoria en la televisión británica– conservó los colores y orquestaciones típicos de Williams, algunas de sus composiciones, según señaló la crítica, carecían de la fuerza temática de los trabajos de sus predecesores. Hooper aportó nuevas melodías a La Orden del Fénix para identificar a la profesora Dolores Umbridge, al insurgente Ejército de Dumbledore y una pieza coral para Albus Dumbledore en El misterio del príncipe; además, el compositor buscó reflejar el creciente grado de oscuridad en la trama de las películas, para lo cual optó por composiciones más sencillas y atmosféricas.
Finalmente, el compositor francés Alexandre Desplat fue contratado para conducir la musicalización de los últimos largometrajes, los cuales fueron Parte 1 y Parte 2, al lado del orquestador Conrad Pope. Desplat abandonó el clásico «Hedwig's theme» de Las reliquias de la Muerte: parte 1. Con referencia a ello, en una entrevista el con director de las mencionadas películas David Yates, comentó sobre el poco uso de la composición original creada por John Williams, el director declaró que solo se utilizó en «momentos de nostalgia o reflexivos al pasado». Este último comentó que la música para Parte 1 «es emocionante y vigorosa» y «aquellos que aman las melodías, armonías y emociones de sus tres primeras partituras deberían estar satisfechos. Recuerda a uno de los viejos tiempos».
Desplat remarcó para el siguiente y último largometraje de la saga Harry Potter, nuevamente contó con Conrad Pope en la orquestación y algunos productores más. Desplat no reutilizó ningún tema de la banda sonora anterior, pero hubo asimilaciones, tal es el caso del tema Harry Surrenders, del cual se tomó referencia del tema Obliviate de Parte 1; cabe mencionar que Desplat también trabajó con la cantante solista Mai Fujisawa, quien prestó una voz soprana en algunas pistas de este repertorio musical. En este largometraje se incluyeron melodías de otros compositores, tal es el caso de John Williams, del cual se retomaron dos temas del álbum del segundo filme de la saga; y de Nicholas Hooper, del cual se tomó solamente una pista del álbum de la sexta película.

## Películas

### Harry Potter y la piedra filosofal(2001)
Un día cerca del undécimo cumpleaños de Harry Potter, un chico huérfano, comienza a percibir extraños acontecimientos a su alrededor, los cuales alcanzan su punto máximo cuando unas cartas enviadas desde el Colegio Hogwarts de Magia y Hechicería llegan a la casa donde vive con sus tíos. Las cartas destapan los secretos que sus tíos le escondieron durante toda su vida: sus padres fueron magos y un mago tenebroso –lord Voldemort– los asesinó en una época de guerra encarnizada, por lo que Harry es un mago de la misma manera y deberá comenzar sus estudios como tal en esa escuela. Para este fin, Dumbledore, le muestra la fortuna monetaria que le dejaron sus padres.
Escoltado por el guardabosques del colegio, Rubeus Hagrid, Harry parte rumbo al colegio de magos donde se esconde un antiguo objeto legendario, la piedra filosofal. Al lado de los que se volverían sus mejores amigos, Ron Weasley y Hermione Granger, Harry intenta convencer a sus profesores de que la piedra puede ser robada por el profesor Severus Snape, lo cual es negado por los últimos pues afirman que se encuentra en un lugar seguro y protegido. Durante las aventuras, el protagonista averigua más sobre su verdadero pasado.

### Harry Potter y la cámara secreta (2002)
Un elfo doméstico se presenta en la casa de los tíos de Harry antes de comenzar su segundo año en la escuela; la criatura le advierte que no regrese al colegio ya que hay un complot para causar caos y muertes donde Harry se verá involucrado.
La Cámara Secreta es abierta y tras ello varios alumnos sufren atentados sin que el responsable de dichos ataques pueda ser identificado, pero los docentes saben que la situación no es nueva y que está relacionada con la leyenda fundacional del mismo instituto. Harry, junto a sus amigos Hermione y Ron, se enfrenta a un misterio que pone en peligro la continuidad del instituto Hogwarts –un hecho similar que había sucedido 50 años atrás– y descubre más sobre el pasado de lord Voldemort gracias a su diario personal.

### Harry Potter y el prisionero de Azkaban (2004)

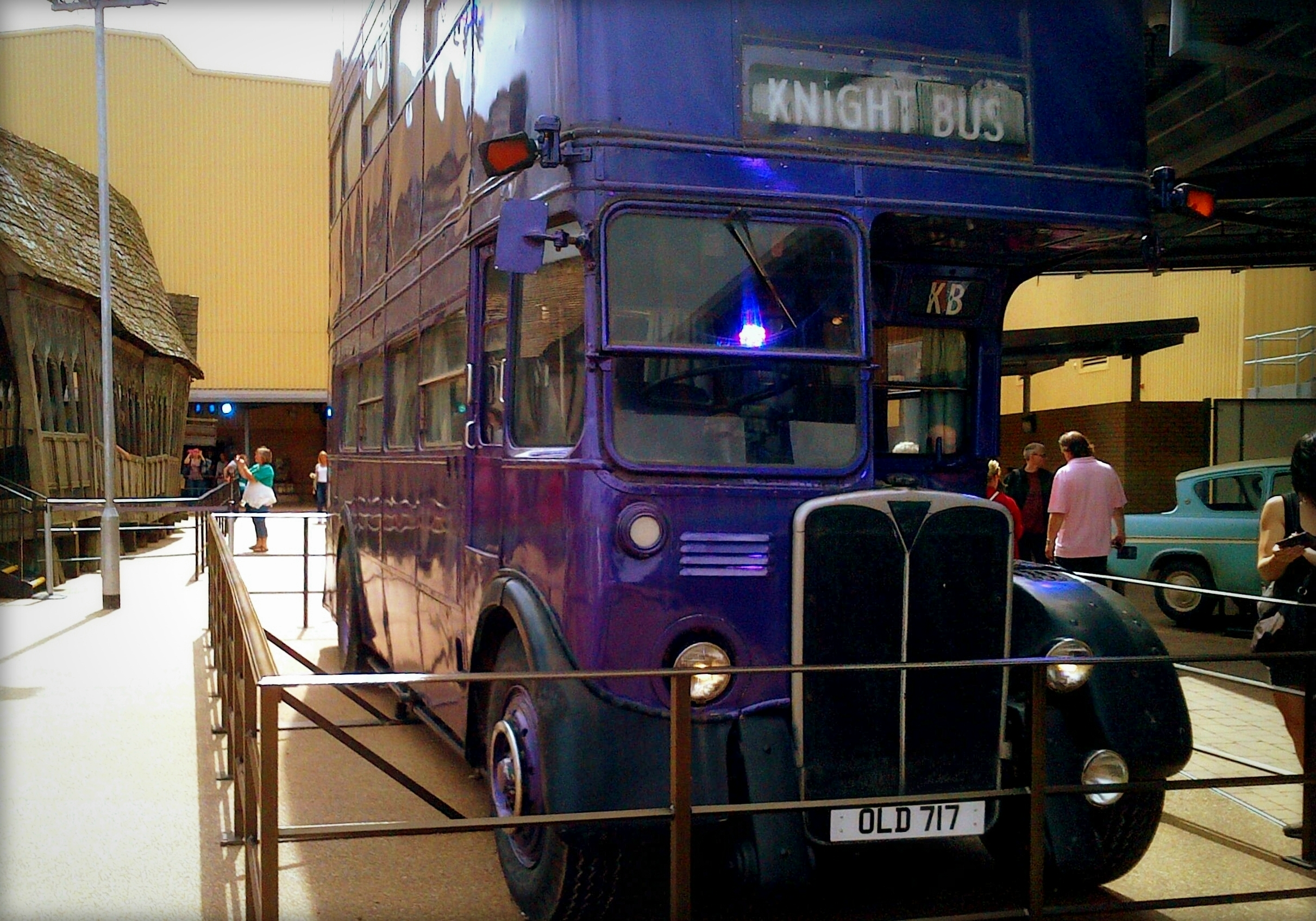
El Autobús Noctámbulo utilizado en las películas de Harry Potter

Poco antes de iniciar el tercer año del protagonista en el Colegio Hogwarts, un peligroso y supuesto homicida –Sirius Black– se fuga de la cárcel de Azkaban dejando preocupado al Ministerio de Magia y a la comunidad mágica, pues es el primero que lo logra. Arthur Weasley le advierte a Harry que el prófugo fue un seguidor de Voldemort durante el auge de su poder y que posiblemente se ha escapado para encontrar al causante del eclipse de su maestro, es decir, Harry.
Como medida de seguridad, las autoridades del mundo mágico ordenan a los dementores –centinelas de la prisión de Azkaban que te quitan tus recuerdos felices– que vigilen los alrededores del colegio. Sin embargo, gracias a que Harry ha vivido momentos difíciles estos se irán contra Harry, por lo que Black usará sus habilidades animágicas, para lograr penetrar las defensas e introducirse en la escuela, por lo que su encuentro con Harry se hace inevitable. Durante su encuentro, figuran Remus Lupin, Severus Snape y Peter Pettigrew como parte crucial del pasado de los padres de Harry. En su encuentro Harry se encontrará con el horrible pasado de sus padres.

### Harry Potter y el cáliz de fuego (2005)
Durante el verano, el Campeonato Mundial de Quidditch es interrumpido cuando los mortífagos, antiguos seguidores de lord Voldemort, atacan la sede del torneo. Este incidente señala que el poder de Voldemort no se ha extinguido totalmente y, sumado a las pesadillas de Harry, parecen presagiar que su regreso es inminente.
Hogwarts se convierte en la sede del Torneo de los Tres Magos, una competencia en la que se enfrentan tres escuelas de magia europeas (Beauxbatons, Durmstrang y Hogwarts) y en la que un representante de cada escuela deberá completar tres pruebas durante todo el año. Sin embargo, el torneo es saboteado por Barty Crouch Jr. y Harry termina inmerso en la contienda aun cuando las reglas establecen que carece de la edad suficiente (17 años) y lo tradicional es que participen solo tres magos. La última prueba termina como trampa para permitir el resurgimiento de lord Voldemort y, consecuentemente, para que Harry se enfrente con él y muera el otro participante de Hogwarts.

### Harry Potter y la Orden del Fénix (2007)
El Ministerio de Magia rehúsa creer que Voldemort ha reaparecido, pues teme esa situación y emprende una campaña de desprestigio contra Albus Dumbledore, Harry y todos los que sostienen lo contrario a la verdad oficial. Por lo que Albus Dumbledore crea la "Orden del Fénix" tomando medidas protectoras contra lord Voldemort y tratando de convencer a Cornelius Fudge para que acepte verdad de que lord Voldemort ha vuelto.
Aparece por primera vez Luna Lovegood, una excéntrica estudiante. El ministro designa a Dolores Umbridge, una trabajadora del Ministerio, como inspectora y nueva profesora para que intervenga en Hogwarts y evite cualquier pensamiento subversivo respecto de no aceptar la versión del Ministerio sobre el tema Voldemort.
Umbridge cambia drásticamente las normas del colegio, instalando cuadros de decretos en una pared, convirtiéndose finalmente en la directora del mismo, sustituyendo a Dumbledore y causando que Harry y sus amigos realicen entrenamientos secretos para prepararse con una inevitable y próxima lucha, llamando al equipo "Ejército de Dumbledore". A finales de año, Harry, Ron, Hermione, Neville, Ginny y Luna viajan a Londres, sede del Ministerio de Magia, pues una visión de Harry le indica que Voldemort está torturando a Sirius Black y posiblemente lo mate. La lucha termina con la muerte de Black, con una batalla entre Voldemort y Dumbledore, y con la aceptación del ministerio mágico de la reaparición del Señor Tenebroso. Además, es ahí cuando a Harry le es revelada una profecía que concierne a él y Voldemort.

### Harry Potter y el misterio del príncipe (2009)
En medio de los desastres que azotan a Inglaterra por ataques de Voldemort y sus mortífagos hacia muggles, Harry y sus compañeros vuelven a Hogwarts para cursar su sexto año de estudios. Se le asigna a Draco Malfoy una misión por parte de Voldemort y Snape jura protegerlo y realizar la misión del chico si este es incapaz de realizarla.
A pesar de las medidas de seguridad que han convertido al colegio en una fortaleza para evitar cualquier entrometimiento de fuerzas malignas, algunos estudiantes son víctimas de ataques inexplicables. Asimismo, Harry encuentra un libro de pociones cuyo propietario es el «príncipe mestizo», que lo ayuda durante todo el año. Dumbledore y el protagonista exploran el pasado de lord Voldemort mediante recuerdos que el director ha recolectado pues desea preparar al muchacho para la batalla final. Gracias a una memoria de Horace Slughorn, a Dumbledore y Harry se les revela que Voldemort dividió su alma en siete objetos llamados «horrocruxes» con el objetivo de esquivar a la muerte. Después de una intensa búsqueda de alguno de estos últimos, Dumbledore es asesinado por Snape, poniendo en duda la verdadera lealtad del asesino y entregando el poder máximo a manos de Voldemort para su segundo intento de dominio del mundo mágico. Snape revela a Harry que él es el Príncipe Mestizo.

### Harry Potter y las reliquias de la Muerte: parte 1 (2010)
Harry Potter, Hermione Granger y Ron Weasley se ven obligados a realizar un peligroso viaje lejos de los terrenos de Hogwarts, que los llevará alrededor del país en busca de los restantes horrocruxes, objetos siniestros que contienen fragmentos del alma de lord Voldemort. Se supone que este sería su último año en Hogwarts, pero el colapso del Ministerio de Magia y el reciente ascenso de Voldemort al poder les impide asistir.

### Harry Potter y las reliquias de la Muerte: parte 2 (2011)
Tras varios meses en busca de Horrocruxes y escondiéndose de los mortífagos por Inglaterra, Harry, Ron y Hermione regresan al Colegio Hogwarts al descubrir la existencia de otra parte del alma de Voldemort, allí Harry descubre que todo lo sucedido desde que fue entregado a sus tíos Dursley fue nada menos que un plan de Albus Dumbledore en donde cuidaba a Harry para su inminente final pensado y que la muerte de Albus Dumbledore fue planeado por el mismo Dumbledore y la verdadera rivalidad entre el padre de Harry (James Potter) y Severus Snape, pero en medio de su búsqueda de horrocruxes se desata la batalla final.

## Doblaje al español
En lo que al doblaje en el idioma español de todas las películas concierne, se distribuyeron los filmes con dos diferentes tipos de traducción, es decir, una versión latinoamericana y otra para España.
En el caso del doblaje para España, absolutamente todas las películas se tradujeron a cargo del estudio de grabación Tecnison S. A. de Madrid. Las primeras cuatro películas estuvieron bajo la supervisión del director de doblaje Eduardo Gutiérrez, las restantes por José Luis Angulo y la traducción de las ocho fue realizada por Nino Matas. Hubo pocos cambios en los actores de doblaje de los personajes principales a comparación con otro secundarios; si bien hubo tres diferentes actores de doblaje para el personaje de Ron y dos para Hermione, la participación de Axel Amigo como Harry Potter estuvo presente en todos los largometrajes. Las películas 6 a 8 tuvieron un actor de doblaje distinto para Severus Snape: sin embargo, en las versiones de DVD sus diálogos se redoblaron utilizando a su actor original.
Por su parte, pese a la estabilidad del doblaje en España, para las versiones latinoamericanas participaron varios estudios de grabación a quienes se les encomendó dicha tarea. La primera cinta se dobló con el estudio Audiomaster 3000 a cargo, y con la dirección de Javier Rivero. El doblaje de La cámara secreta estuvo dirigido por Roberto Molina y la empresa Audiopost se dio la tarea de ocuparse de dicha labor, además de que se reemplazó la voz de Harry Potter con Claudio Velázquez. En la tercera entrega las voces de los tres protagonistas fueron cambiadas, con Víctor Ugarte, Luis Daniel Ramírez y Priscila Reyes suplantando la actuación, pues el estudio de grabación había sido distinto de nueva cuenta –esta vez ArtSound– y la dirección estuvo a cargo de José Luis García Agraz. En El cáliz de fuego, Audiopost fue la empresa seleccionada de nuevo, como en la segunda película, y el director fue, asimismo, Roberto Molina. La voz de Emma Watson como Hermione sería modificada con la intervención de Leyla Rangel y desde esa cinta los actores de doblaje no cambiarían, Molina se dedicaría a las demás cintas y el estudio de grabación sería DAT Doblaje Audio Traducción desde la quinta producción, La Orden del Fénix.

## Premieres y estrenos mundiales
La saga cinematográfica comenzó con la premier de Harry Potter y la piedra filosofal que se llevó a cabo el 4 de noviembre de 2001 en la plaza Leicester Square, radicada en Londres, contando con un cine adaptado para lucir como el castillo de Hogwarts. Al evento asistió un público con más de 10 000 individuos, así como los actores del filme, la autora, y otras celebridades. Diez días después tuvo lugar la premier en Estados Unidos y mundialmente se estrenó el 16 de noviembre de 2001. Por su parte, Harry Potter y la cámara secreta contó con una premier en el mismo sitio que su predecesora en Londres en el cine Odeon el 3 de noviembre de 2002, y otra en Nueva York en el Ziegfeld Theatre el 14 de noviembre, un día antes de ser estrenada mundialmente.
El 23 de mayo de 2004 se llevó a cabo una función de preestreno de Harry Potter y el prisionero de Azkaban en Nueva York a la que asistieron el director, el trío protagónico y otros miembros del elenco como Robbie Coltrane. Dicha función tuvo lugar en el Radio City Music Hall, al que asistieron más de 6 000 personas que rodearon la alfombra roja. Una semana después se produjo el estreno europeo en Londres –el 31 de mayo–, en el Leicester Square, al igual que los largometrajes anteriores. No obstante, su estreno mundial ocurriría el 4 de junio de 2004. Adicionalmente, una premier en México se efectuó en el Auditorio Nacional de la Ciudad de México, a la que acudió el director Alfonso Cuarón y el productor David Heyman. Con el estreno de Harry Potter y el cáliz de fuego se realizaron un total de cuatro premieres a nivel mundial: una de ellas en Londres, donde el escenario fue drásticamente cambiado para lucir como un diseño del mundo de la serie y a la que asistieron alrededor de 7 000 personas; otra en París (Francia), a la cual asistió Daniel Radcliffe, el productor Heyman y la actriz francesa Clémence Poésy que caracterizaba a un personaje de dicha nacionalidad en la película; en Tokio (Japón), y la última en la ciudad de Nueva York, todas previo al estreno mundial que se ejecutó el 18 de noviembre de 2005.

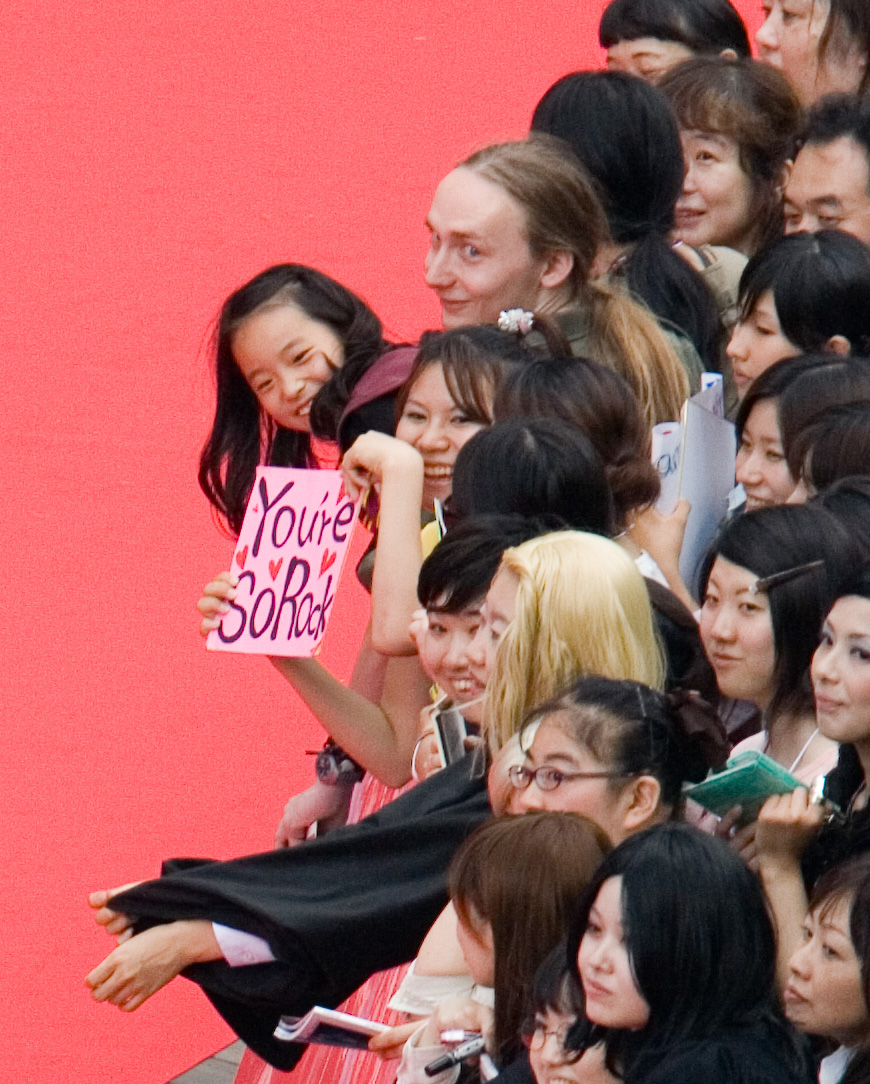
Fanáticos detrás de la alfombra roja en el estreno de Harry Potter y la Orden del Fénix en Tokio (Japón) en 2007

En marzo de 2007 se realizó en Chicago una función de prueba en la cual se exhibió Harry Potter y la Orden del Fénix. Se realizaron varias premieres alrededor del mundo del dicho filme, destacándose la que tuvo lugar en Los Ángeles, en la cual los actores Daniel Radcliffe, Emma Watson y Rupert Grint dejaron sus huellas frente al Grauman's Chinese Theatre. La película fue estrenada en la mayoría de los países el 11 y 12 de julio de 2007. Pese a que inicialmente Harry Potter y el misterio del príncipe estaba programada para un lanzamiento mundial el 21 de noviembre de 2008, se estrenó mundialmente el 15 de julio de 2009. El traslado de la fecha se debió en parte «para garantizar un éxito de taquilla de verano en 2009», como lo indicó el presidente de Warner Bros Alan Horn, con otras películas retrasadas dada la huelga de guionistas en Hollywood de 2007-2008; la notoriedad en la taquilla de Harry Potter y la Orden del Fénix y The Dark Knight motivaron el cambio del estreno.
En agosto de 2010, el director David Yates, los productores David Heyman y David Barron junto con el presidente de Warner Bros Alan F. Horn, asistieron a una función de prueba de Harry Potter y las reliquias de la Muerte: parte 1 en Chicago. Originalmente, Warner Bros. Pictures estrenaría la adaptación en los formatos 2D y 3D. No obstante, el 8 de octubre de 2010 se hizo público el anuncio de que la versión en 3D de Las reliquias de la Muerte: parte 1 se había cancelado. La premier de la mencionada cinta se ubicó de nueva cuenta en el Leicester Square en Londres el 11 de noviembre de 2010, seguida por la premier en Bélgica el 12 de noviembre y en Estados Unidos, en la ciudad de Nueva York, el 15 del mismo mes. Su estreno mundial se llevó a cabo el 18 de noviembre de 2010. Finalmente, la primera exhibición de Harry Potter y las reliquias de la Muerte: parte 2 estuvo acompañada por aproximadamente 18 000 personas que asistieron a la plaza Trafalgar Square en Londres el 7 de julio de 2011. Una semana después, el 15 de julio de 2011, fue proyectada mundialmente en cines tanto en formato 2D como en 3D.

## Recepción

### Recaudación
La octalogía de las adaptaciones fílmicas de Harry Potter figura como la segunda franquicia cinematográfica más exitosa de todos los tiempos en cuanto a recaudaciones financieras en taquilla, superando así a otras series como James Bond, conformada por veintidós películas, y Star Wars, que consta de nueve en total, sin considerar los ajustes por inflación. Las cintas fueron un enorme éxito en dicho aspecto, posicionándose todas en su momento entre las veinte películas que más han recaudado en la historia, además de que han logrado romper numerosos récords de recaudación a nivel mundial. Tan solo en el primer día de exhibición de La piedra filosofal, en Estados Unidos esta última ganó 33,3 millones de dólares, rompiendo el récord que sostenía Star Wars: The Phantom Menace desde dos años atrás. La película asimismo alcanzó ser la segunda que más recaudó a nivel mundial, después de Titanic. La Orden del Fénix, El misterio del príncipe y Las reliquias de la Muerte: parte 2 figuraron entre las películas que rompieron tal récord. Se podría considerar además que Las reliquias de la Muerte: parte 2, la última entrega, resultó ser la que más relegó en lo que concierne a batir récords de taquilla mundial, entre los que se incluyen mejor estreno de medianoche, mejor primer fin de semana, y la producción que más veloz ha recaudado mil millones de dólares (en 17 días).
A continuación, un resumen de los ingresos de taquilla en total de cada entrega de la saga:
| Película                                           | Estreno                 | Presupuesto (en USD) | Recaudación (en USD) | Recaudación (en USD) | Recaudación (en USD) | Posición de recaudaciones mundialmente | Posición de recaudaciones mundialmente |
| Película                                           | Estreno                 | Presupuesto (en USD) | Estados Unidos       | Internacional        | Mundial              | Anual                                  | Actual                                 |
| -------------------------------------------------- | ----------------------- | -------------------- | -------------------- | -------------------- | -------------------- | -------------------------------------- | -------------------------------------- |
| Harry Potter y la piedra filosofal                 | 16 de noviembre de 2001 | 125 millones         | 317 575 550          | 657 179 821          | 974 575 371          | 1                                      | 34                                     |
| Harry Potter y la cámara secreta                   | 15 de noviembre de 2002 | 100 millones         | 261 988 482          | 616 991 152          | 878 979 634          | 2                                      | 53                                     |
| Harry Potter y el prisionero de Azkaban            | 4 de junio de 2004      | 130 millones         | 249 541 069          | 547 147 480          | 796 688 549          | 2                                      | 72                                     |
| Harry Potter y el cáliz de fuego                   | 18 de noviembre de 2005 | 150 millones         | 290 013 036          | 606 898 042          | 896 911 078          | 1                                      | 48                                     |
| Harry Potter y la Orden del Fénix                  | 11 de julio de 2007     | 150 millones         | 292 004 738          | 647 881 191          | 939 885 929          | 2                                      | 44                                     |
| Harry Potter y el misterio del príncipe            | 15 de julio de 2009     | 250 millones         | 301 959 197          | 632 457 290          | 934 416 487          | 2                                      | 45                                     |
| Harry Potter y las reliquias de la Muerte: parte 1 | 19 de noviembre de 2010 | 250 millones         | 295 983 305          | 664 300 000          | 960 283 305          | 3                                      | 39                                     |
| Harry Potter y las reliquias de la Muerte: parte 2 | 15 de julio de 2011     | 250 millones         | 381 011 219          | 960 500 000          | 1 341 511 219        | 1                                      | 12                                     |
| Total                                              | Total                   | 1405 millones        | 2 390 076 596        | 5 333 175 115        | 7 723 251 572        |                                        |                                        |

### Crítica
Tras su estreno, Harry Potter y la piedra filosofal recibió críticas favorables en general. El semanario estadounidense Variety declaró que la película es «un producto cultural y comercial casi perfecto [...] el guion es fiel, los actores hacen bien su trabajo, los escenarios y vestuarios así como el maquillaje y los efectos especiales se relacionan y, a momentos, todo este conjunto excede lo que cualquiera pudiera imaginar». No obstante, encontró algunos detalles negativos entre los que destaca la «carencia de originalidad y de dramatismo en las escenas de mayor tensión», esta última atribuida directamente a la dirección de Chris Columbus. Asimismo, Roger Ebert de Chicago Sun Times catalogó a la cinta como «un clásico», mostrándose impresionado particularmente por los efectos visuales en las escenas de Quidditch. Una de los aspectos más criticados sobre la película fue la excesiva fidelidad del guion hacia la novela original. Paul Tatara de CNN señaló que, debido a la «gran preocupación de Columbus y Kloves por no descartar absolutamente nada del libro», la narrativa es equiparable a «un vistazo en la cabeza de Rowling». Por su parte, aunque Harry Potter y la cámara secreta fue elogiada por seguir la temática del libro en que se basó, la cual enfatizaba el hecho de que la historia se tornaba un poco más oscura, fue de la misma manera reprochada por mantener los errores de la primera cinta. Kenneth Turan de The Los Angeles Times afirmó que la película era un completo cliché: «deja vu por todas partes, es como si lo que sea que opinaste sobre la primera producción –sea a favor o en contra– volverá a suceder en esta». En cambio, Entertainment Weekly recomendó la cinta por ser mejor y más oscura que la anterior: «Y entre las cosas que hace de esta película de Harry Potter muy buena es su enfocamiento a ser más oscura, con un ambiente más alarmante para el público. Esto es como debería de ser: se supone que la historia de Harry debe convertirse más oscura».
El prisionero de Azkaban recibió una notable aclamación por parte de la prensa especializada que se debió en parte, como afirmó Mick LaSalle de San Francisco Chronicle, al cambio de director. LaSalle opinó que a pesar de ciertas omisiones, el trabajo del nuevo director había conseguido brindar un espectáculo mucho más adulto que el visto en las películas predecesoras. «La película infantil más fascinante que se haya visto en años» fue la frase con la que definió la cinta Peter Rainer, crítico de New York Magazine. Y agregó: «Por supuesto, como cualquier clásico infantil verdadero resulta igual de mágico para un adulto». El crítico de la revista Rolling Stone, Peter Travers, calificó con tres estrellas y media sobre cuatro el filme, una valoración muy positiva, y comentó que «Es una película que puede verse sola, incluso si nunca has oído sobre J. K. Rowling y su joven hechicero [... Alfonso] Cuarón se anota un triunfo al invocar liricidad, magia negra y risas para que acudan a la fiesta». Se criticó que el excesivo recorte de subtramas arruinaba la calidad de la película y que el director perdía el hilo de la narración por concentrarse demasiado en la atmósfera. Los efectos visuales y las actuaciones más maduras de los protagonistas y otros actores de reparto fueron los aspectos mejor analizados de Harry Potter y el cáliz de fuego. El periódico New York Daily News elogió a la película tanto por su constante humor como por su tono oscuro. Los Angeles Times comentó «No es sino hasta Harry Potter y el cáliz de fuego que una película ha logrado volver a crear el sentido de una agitada aventura mágica». Pese a que se criticó el bajo aprovechamiento de la actuación de reconocidos actores británicos, Daniel Radcliffe, Emma Watson, Rupert Grint, Brendan Gleeson, Ralph Fiennes y Miranda Richarsdon recibieron comentarios positivos por sus caracterizaciones.
La recepción del La Orden del Fénix por parte de la crítica especializada estuvo mucho más dividida que en los casos anteriores. Por un lado estuvieron aquellos que tomaron en consideración el cambio de tono en la serie hacia colores más oscuros como algo contraproducente. En otros casos, aún dentro de las valoraciones positivas, figuraron los que señalaron las debilidades del director y su guionista a la hora de enfocar la trama de la película. En la reseña de Roger Eber, este último afirmó que La Orden del Fénix resultaba ser un buen episodio dentro de la serie, pero lamentó el progresivo oscurecimiento de la franquicia: «¿Qué es lo que le ocurrió al placer –y si me permiten el término– a la magia de la serie Harry Potter?». Realizando una comparación con el libro –que es el más largo de la serie– y la película –la más corta en su momento–, Todd McCarthy comentó «condensar las 870 páginas del libro en la película más corta de la serie tiene un precio». Contrario a sus opiniones, Charles Frederick de The Daily Telegraph tituló su reseña como «La cinta de Potter es la mejor y más oscura hasta la fecha», dando claras muestras de su opinión. Mientras tanto, El misterio del príncipe, pese a que se le calificó como la peor adaptación al incorporar temas de amor que aun en el libro no se presentaban como en el filme sucedió, recibió mejores críticas que la quinta película. Paul Dergarabedian de Hollywood.com comparó la película con la trilogía de El Señor de los Anillos, e incluso llamó al filme como «un posible competidor para el Óscar». Otro crítico, Bob Grimm, mencionó que «el final debió haber sido más dramático, pero se sintió muy apurado». Mencionó también que «la trama de los amores de la adolescencia es tonta», al referirse al amorío entre Ron Weasley y Lavender Brown. Jackie K. Cooper pensó de una forma similar y añadió: «esperemos que esta película solo sea un error de Yates», dado que el director dirigiría las dos películas siguientes.
Si bien se recalcó la fotografía de Harry Potter y las reliquias de la Muerte: parte 1, recibió comentarios variados por parte de la crítica, muchos de ellos tachándola de «aburrida». Lou Lumenick de New York Post escribió que más que estar filmada magníficamante, la penúltima cinta «no ofrece ningún beneficio dramático, nada de resolución y no mucha diversión». No obstante, muchas fuentes atribuyeron esto debido a que la parte del libro adaptada a la película no era lo más emocionante; Stephen Whitty de Newark Star-Ledger expresó que «La verdad es que esta película es un trabajo sencillo en su mayoría, hecho de memoria, como cualquiere clase introductoria de pocines. La verdadera diversión –y emociones y lágrimas– viene el próximo año». A comparación de la primera parte de Las reliquias de la Muerte, de acuerdo con los sitios Rotten Tomatoes y Metacritic (que recopilan reseñas críticas), Harry Potter y las reliquias de la Muerte: parte 2 es la que más obtuvo críticas favorables de toda la serie, que además la colocaron entre las películas mejor criticadas del año 2011 y que resaltaron los aspectos técnicos, las interpretaciones de los actores y la trama que condujo a un «final satisfactorio». Philip Womack comentó: «Esto es cine monumental, inundado de tonos preciosos, y llevando un mensaje final que tendrá eco en cada espectador, joven o viejo: no hay oscuridad en todos nosotros, pero podemos superarlo», añadiendo que David Yates «transmuta el libro en un espectáculo genuinamente aterrador». The Daily Express remarcó que la película muestra «un aterrador enfrentamiento que fácilmente iguala a El Señor de los Anillos o Las guerras de las galaxias en términos de batalla dramática y memorable entre el bien y el mal». «Esta es la manera en que la saga de Harry Potter estaba destinada a terminar» y «El mejor posible final para una serie que comenzó hace una década» fueron las frases con las que concluyeron Film.com y Wall Street Journal sus reseñas.
La siguiente tabla muestra la puntuación de cada una de las películas según los sitios web recopilatorios de reseñas Rotten Tomatoes y Metacritic, así como el promedio de las ocho entregas según lo mencionado en cada página.
| Película                            | Rotten Tomatoes   | Rotten Tomatoes   | Rotten Tomatoes        | Metacritic      | CinemaScore | IMDb                | FilmAffinity       |
| Película                            | General           | Cream of the Crop | Audiencia              | Metacritic      | CinemaScore | IMDb                | FilmAffinity       |
| ----------------------------------- | ----------------- | ----------------- | ---------------------- | --------------- | ----------- | ------------------- | ------------------ |
| La piedra filosofal                 | 81% (200 reseñas) | 77% (53 reseñas)  | 82% (1 152 445 votos)  | 64 (35 reseñas) | A           | 7.6 (779 744 votos) | 6.8 (82 198 votos) |
| La cámara secreta                   | 82% (237 reseñas) | 72% (64 reseñas)  | 80% (1 147 565 votos)  | 63 (35 reseñas) | A+          | 7.4 (635 789 votos) | 6.5 (72 316 votos) |
| El prisionero de Azkaban            | 90% (259 reseñas) | 94% (64 reseñas)  | 86% (1 164 624 votos)  | 82 (40 reseñas) | A           | 7.9 (634 767 votos) | 6.9 (80 519 votos) |
| El cáliz de fuego                   | 88% (255 reseñas) | 84% (64 reseñas)  | 74% (34 150 990 votos) | 81 (38 reseñas) | A           | 7.7 (627 034 votos) | 6.6 (75 028 votos) |
| La Orden del Fénix                  | 78% (256 reseñas) | 75% (65 reseñas)  | 81% (2 330 186 votos)  | 71 (37 reseñas) | A−          | 7.5 (538 232 votos) | 6.4 (71 562 votos) |
| El misterio del príncipe            | 84% (280 reseñas) | 82% (74 reseñas)  | 78% (1 556 308 votos)  | 78 (36 reseñas) | A−          | 7.6 (545 906 votos) | 6.4 (55 116 votos) |
| Las reliquias de la Muerte: parte 1 | 77% (288 reseñas) | 69% (75 reseñas)  | 85% (348 855 votos)    | 65 (42 reseñas) | A           | 7.7 (549 548 votos) | 6.6 (67 153 votos) |
| Las reliquias de la Muerte: parte 2 | 96% (332 reseñas) | 100% (78 reseñas) | 89% (387 341 votos)    | 87 (41 reseñas) | A           | 8.1 (874 320 votos) | 7.0 (65 594 votos) |
| Promedio                            | 85%               | 82%               | 82%                    | 74              | A           | 7.7                 | 6.7                |

### Premios y distinciones

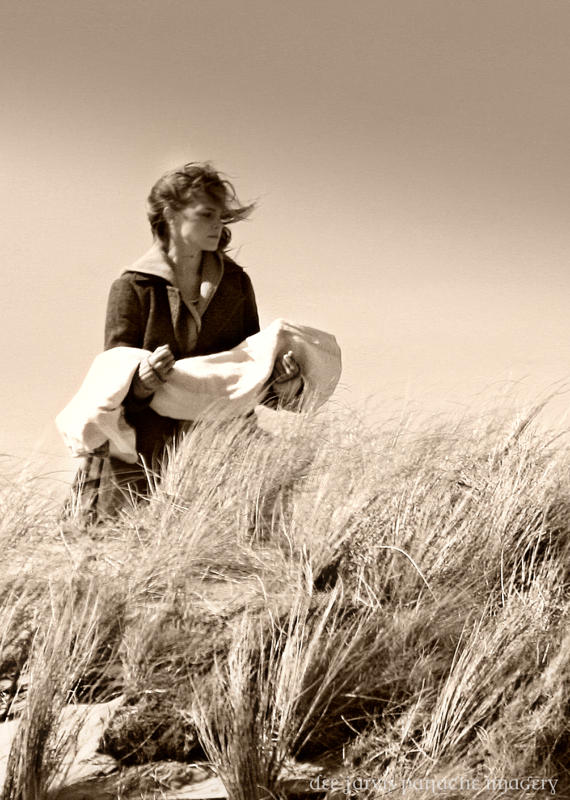
Emma Watson durante la filmación de Harry Potter y las reliquias de la Muerte: parte 1.

Las películas de la serie han recibido plétora de nominaciones a diversos premios de la industria del cine. Si bien las películas no han conseguido mucha trascendencia en los premios principales de la industria –como son los premios Óscar, los Globos de Oro o los BAFTA– sí han conseguido gran repercusión en los premios Saturn entregados por la Academia de Ciencia Ficción, Fantasía y Películas de terror, en los premios Empire y en aquellos que entrega el London Critics Circle Film Awards.
En la entrega de los premios BAFTA 2010 de febrero de 2011, J. K. Rowling, David Heyman, David Barron, David Yates, Alfonso Cuarón, Mike Newell, Rupert Grint y Emma Watson recogieron el «Premio Michael Balcon por destacada contribución británica hacia el cine» en reconocimiento a la serie cinematográfica. Las películas de Harry Potter también fueron reconocidas por la Academia Británica de las Artes Cinematográficas, pues David Yates fue galardonado con el «Premio John Schlesinger Britannia por excelencia en dirección» gracias a las cuatro películas en las que participó como director.
Harry Potter y la piedra filosofal se hizo acreedora de tres nominaciones a los premios Óscar: mejor dirección de arte, mejor vestuario y mejor banda sonora (esta última para John Williams), pero no resultó triunfadora en ninguna de las categorías mencionadas. Asimismo, fue nominada a siete premios BAFTA –entre los que se incluyen el de mejor película británica y mejor actor de reparto (por Robbie Coltrane)– y ganó un premio Saturn por el diseño de vestuario, siendo nominada a ocho categorías más en la misma ceremonia. Si bien La cámara secreta obtuvo menos nominaciones que la primera cinta y no fue nominada a ningún premio Óscar, sí lo hizo en los BAFTA y destacó en los Phoenix Film Critics Society, donde triunfó en la categoría de mejor película familiar de ciencia ficción. El prisionero de Azkaban fue la última de las películas en ser nominada en la categoría de mejor película infantil en los premios BAFTA y la única en ganar la misma (las primeras dos fueron nominadas a esa categoría de la misma manera), además de que fue nominada a mejor banda sonora en los premios Óscar. El cáliz de fuego fue nominada a ocho premios Saturn y a cinco en los Visual Effects Society Awards, en los que resultó receptora de dos. La Orden del Fénix es con la segunda cinta la única película que no fue nominada a los premios de la Academia, pero aun así destacó en premios como los National Movie Awards y la dirección de Yates fue reconocida en varias ocasiones. En cambio, El misterio del príncipe solamente fue nominada a 21 premios (a comparación de las de más de 30 de las anteriores). Por lo general, Las reliquias de la Muerte: parte 1 fue nominada en categorías como la de mejor diseño de producción (sin embargo, en los premios BAFTA se presentó la única vez en que una película de Harry Potter no resultó nominada en dicha categoría), mejores efectos visuales y mejor fotografía.
| Premios        | Categoría                         | Resultado                    | Resultado         | Resultado                | Resultado         | Resultado          | Resultado                | Resultado                           | Resultado                           |
| Premios        | Categoría                         | La piedra filosofal          | La cámara secreta | El prisionero de Azkaban | El cáliz de fuego | La Orden del Fénix | El misterio del príncipe | Las reliquias de la Muerte: parte 1 | Las reliquias de la Muerte: parte 2 |
| -------------- | --------------------------------- | ---------------------------- | ----------------- | ------------------------ | ----------------- | ------------------ | ------------------------ | ----------------------------------- | ----------------------------------- |
| Premios Óscar  | Mejor dirección de arte           | Nominación                   |                   |                          | Nominación        |                    |                          | Nominación                          | Nominación                          |
| Premios Óscar  | Mejor banda sonora                | Nominación                   |                   | Nominación               |                   |                    |                          |                                     |                                     |
| Premios Óscar  | Mejor diseño de vestuario         | Nominación                   |                   |                          |                   |                    |                          |                                     |                                     |
| Premios Óscar  | Mejor maquillaje                  |                              |                   |                          |                   |                    |                          |                                     | Nominación                          |
| Premios Óscar  | Mejores efectos visuales          |                              |                   | Nominación               |                   |                    |                          | Nominación                          | Nominación                          |
| Premios Óscar  | Mejor fotografía                  |                              |                   |                          |                   |                    | Nominación               |                                     |                                     |
| Premios BAFTA  | Mejor película Categoría infantil | Nominación                   | Nominación        | Ganador                  |                   |                    |                          |                                     | Ganador                             |
| Premios BAFTA  | Mejor diseño de vestuario         | Nominación                   |                   |                          |                   |                    |                          |                                     |                                     |
| Premios BAFTA  | Mejor diseño de producción        | Nominación                   | Nominación        | Nominación               | Ganador           | Nominación         | Nominación               |                                     | Nominación                          |
| Premios BAFTA  | Mejores efectos visuales          | Nominación                   | Nominación        | Nominación               | Nominación        | Nominación         | Nominación               | Nominación                          | Ganador                             |
| Premios BAFTA  | Mejor actor de reparto            | Nominación (Robbie Coltrane) |                   |                          |                   |                    |                          |                                     |                                     |
| Premios BAFTA  | Premio del público                |                              |                   | Ganador                  |                   |                    |                          |                                     |                                     |
| Premios BAFTA  | Mejor maquillaje y peluquería     |                              |                   |                          |                   |                    |                          | Nominación                          | Nominación                          |
| Premios Grammy | Mejor banda sonora para película  | Nominación                   |                   | Nominación               |                   |                    | Nominación               |                                     | Nominación                          |

## Explotación comercial y campañas promocionales

### Promoción y mercadotecnia

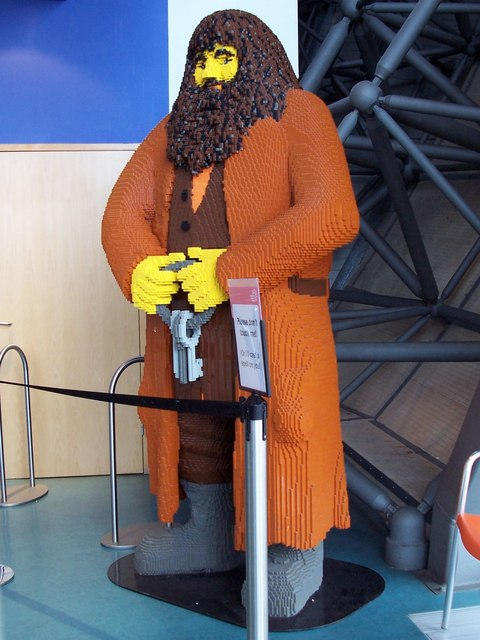
Figura del personaje Rubeus Hagrid construida con piezas LEGO.

Considerada como una marca, la franquicia de los largometrajes impulsó a una gran y variada línea de productos comerciales en el mercado que creó a un merchandising que ayudó a la promoción de cada película antes y después de su estreno en cines. Como parte del acuerdo de Warner Bros. con J. K. Rowling, la empresa fue la encargada de poseer los derechos de licencia y comercialización. Sin embargo, en el año de 2006, Warner Bros. Consumer Products cedió los derechos de distribución de productos de Harry Potter a National Entertainment Collectibles Association para continuar la comercialización de productos previo el estreno de Harry Potter y la Orden del Fénix.
La compañía de juguetes Mattel obtuvo los derechos correspondientes para producir una línea de juguetes basada en La piedra filosofal, misma que sería vendida exclusivamente en tiendas de Warner Bros durante otoño sino hasta la siguiente temporada de vacaciones en otros establecimientos. Dicha línea de juguetes incluye juguetes de peluche, figuras de acción, escenarios basados en los que se muestran en las películas y una versión del juego DVD Scene It? de los filmes, siendo la marca de juguetes con el contrato más grande con Warner Bros. De manera similar, Hasbro creó varios productos inspirados en la serie literaria, enfocándose principalmente en los objetos descritos en las novelas y en juegos de cartas, juegos de rol, cartas coleccionables, dulces y una serie electrónica para niños. Asimismo, Wizards of the Coast creó un juego de cartas coleccionables similar a Magic: el encuentro basado en el mundo de Harry Potter. Este mazo de cartas llegó a ser el segundo juguete más vendido de Estados Unidos. Otra empresa que participó en las campañas promocionales fue LEGO, la cual produjo una serie de escenarios idénticos a los edificios que aparecen en las escenas de Harry Potter con sus típicas piezas de construcción. Tal éxito de los productos de LEGO para la primera cinta ayudó a crear una serie de sets para cada película, exceptuando únicamente para el estreno de Harry Potter y el misterio del príncipe, sumando un total de 40 escenarios cuyos primeros comenzaron a estar disponibles en el mercado desde 2001 y que terminarán a mitad del año 2012 debido a la expiración del contrato de LEGO con Warner Bros. Con el propósito de promocionar el primer filme, Warner Bros. firmó un contrato de 150 millones USD con Coca-Cola.
De igual manera, previo el lanzamiento de cada película, Electronic Arts publicó videojuegos basados en ellas y en los libros. Todos los videojuegos están titulados de la misma manera que los largometrajes y hubo varios aspectos que al principio estaban planeados de incluir en los videojuegos que fueron rechazados por J. K. Rowling tras el involucramiento de esta en diversos aspectos de su producción. Los mencionados fueron lanzados en su momento para las plataformas portátiles y caseras de la sexta y séptima generación de videoconsolas primordialmente. Así como dos videojuegos creados por la división LEGO Creator para las versiones de La piedra filosofal y La cámara secreta, se desarrollaron dos videojuegos con aspectos gráficos de la serie de videojuegos Lego: Lego Harry Potter: Years 1-4 (lanzado en junio de 2010) y Lego Harry Potter: Years 5–7 (previsto para noviembre de 2011).

### Formatos domésticos

#### VHS y DVD
La serie en el formato casero debutó en mayo de 2002 con el lanzamiento en VHS y DVD de Harry Potter y la piedra filosofal. Solamente este, el segundo y el tercer episodio fueron lanzados en formatos VHS, debido a que durante aquella época dicho formato comenzaría a descender después de los lanzamientos exitosos en el mercado en DVD. Asimismo, las versiones citadas contaron con un subtitulado electrónico y escenas omitidas durante el proceso de edición.

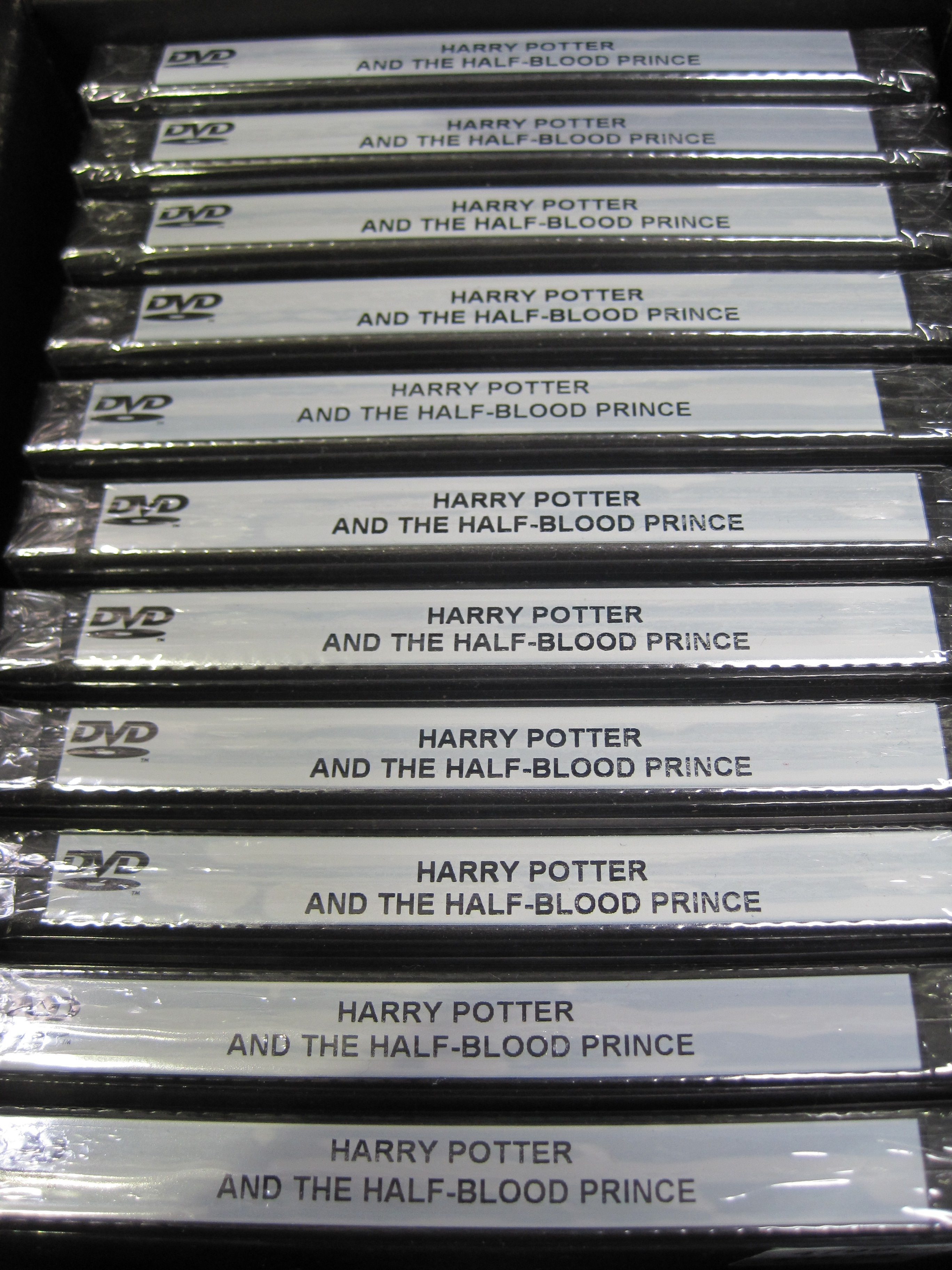
Cajas de la versión de Harry Potter y el misterio del príncipe en formato DVD.

En cambio, las entregas en DVD de las primeras siete películas se distribuyeron con dos ediciones. La primera incluía la película y los avances cinematográficos de cada una. Por su parte, la segunda era un paquete de dos discos con contenidos extras, que se constituían por videoclips no vistos en edición final de la cinta y otros más que forman una serie de documentales donde los directores, equipos técnicos y el reparto hablaban sobre la producción. En todos los casos se utilizó sonido Dolby Digital 5.1. Tras el estreno en DVD de El prisionero de Azkaban en 2004, se lanzó una caja recopilatoria especial que contenía ambos discos de las películas estrenadas hasta el momento, es decir tres, totalizando seis en total; similarmente, dicho hecho también sucedió con El cáliz de fuego, cuya set incluyó, al igual que la anterior, los dos discos de cada película estrenada hasta el momento. También, un trío de nuevas ediciones (edición simple, edición doble y edición limitada) apareció en los mercados a finales de 2007, distribuido en su totalidad por Warner Home Video. Las primeras dos se lanzaron para la región 4 en octubre del mismo año, con un total de 5 y 10 discos, respectivamente, conteniendo a las correspondientes películas de Harry Potter junto a varios elementos adicionales exclusivos de cada una de ellas. Respecto a la edición limitada, esta se comercializó a partir del 11 de diciembre de 2007 bajo el nombre de Baúl Harry Potter 1-5: años 1-5: edición limitada, teniendo un total de 11 discos. Tras su lanzamiento, a mediados de 2008 obtuvo un reconocimiento de la empresa estadounidense Shorewood Packaging por mejor empaque con la técnica de cartonaje, en un evento que se realiza anualmente para elegir a los mejores empaques de cajas recopilatorias o de edición limitada.
En agosto de 2009, Warner Bros. reveló que tenía planes de lanzar una nueva versión de todas las películas de la serie a manera de ediciones extendidas, empero, no se dio a conocer si serían exhibiciones en cines o lanzamientos en formatos de video. El rumor comenzó a concebirse después de que el sitio web RopeofSilicon se percatara de la existencia del título «Harry Potter y la piedra filosofal (edición extendida)» en un boletín publicado por la Motion Picture Association of America; para informarse sobre este hallazgo, el ya mencionado portal se comunicó con Warner Bros. Home Video, confirmándole este último que «aunque no lo hemos anunciado, todas las películas de Harry Potter están previstas para ser lanzadas en ediciones especiales». Un mes después, en septiembre, Warner Bros. confirmó que efectivamente se trataban de formatos en video, que serían lanzados en formato DVD y Blu-ray, y que cada versión especial se llamaría Ultimate Edition y contendrían la versión original y extendida de cada cinta, escenas nunca antes vistas, un libro fotográfico y otros elementos collecionables. Los lanzamientos de dichas ediciones especiales comenzaron con La piedra filosofal y La cámara secreta y hasta ahora se han lanzado hasta la sexta película. Se planea que Las reliquias de la Muerte Parte 2 en formato casero se encuentre en el mercado en noviembre de 2011.
El 2 de agosto de 2017, SBP de Argentina editó la serie completa de películas en DVD en un boxset.

#### Blu-ray
Únicamente La Orden del Fénix, El misterio del príncipe y Las reliquias de la Muerte: parte 1 fueron lanzados en Blu-ray al momento en que su respectiva edición en DVD lo hizo. Sin embargo, ya que Warner Bros. anunció que todas las películas se lanzarían en formato Blu-ray con las anteriormente mencionadas Ultimate Edition, en diciembre de 2009, –junto con el lanzamiento en formato casero de El misterio del príncipe– las primeras dos películas evidentemente lo hicieron en Blu-ray con artículos coleccionables en su respectiva caja. A comparación del DVD, las versiones en Blu-ray incorparaban un especial In-movie experience con el director Chris Columbus. Les siguieron entonces El prisionero de Azkaban y El cáliz de fuego en octubre de 2010 y, a diferencia de las pasadas, no incluyó versiones extendidas de cada película. Por último, las ediciones especiales de La Orden del Fénix y El misterio del príncipe aparecieron en el mercado en junio de 2011. Adicionalmente, todas las susodichas contienen un documental diferente de una hora llamado Creating the World of Harry Potter («Creando el mundo de Harry Potter», en español) y por lo general se han vendido con un precio mayor que su correspondiente DVD.